# 約翰·沃諾克
約翰·愛德華·沃諾克（英語：John Edward Warnock，1940年10月6日—2023年8月19日），是一位美國電腦科學家，與查爾斯·格施克共同創立Adobe。2000年，他辭去執行長的職務，但沃諾克仍與格施克共同擔任董事會主席。沃諾克率先開發圖形、出版、Web和電子文檔的技術，徹底改變出版和視覺通信領域。

## 早年生活和教育
沃諾克出生於1940年10月6日，在猶他州鹽湖城長大。儘管沃諾克在1958年從奧林匹斯高中畢業時九年級數學不及格，但他後來在猶他大學獲得了數學和哲學理學學士學位、電氣工程（計算機科學）哲學博士學位，以及榮譽科學學位。在猶他大學期間，他是Beta Theta Pi兄弟會Gamma Beta分會的成員。此外，他還被授予美國電影學院的榮譽學位。他與平面設計師妻子Marva M. Warnock定居在舊金山灣區。Marva曾是加利福尼亞州帕羅奧圖Marsh Design的前合夥人兼平面設計師，以創建標誌性的Adobe徽標而聞名，同時也是非營利組織的設計師。他們育有三名子女。

## 職業生涯
沃諾克最早的出版物和他的碩士論文的主題是他於1964年證明的解決行有限矩陣的雅各布森根根式定理，該定理最初由美國數學家納森·雅各布森於1956年提出。
在1969年的博士論文中，沃諾克發明了用於計算機圖形學中隱藏表面確定的沃諾克算法。這個算法的工作原理是通過遞歸地細分場景，直到獲得易於計算的區域，從而解決了渲染複雜圖像的問題。如果場景足夠簡單，就直接進行渲染；否則，就將場景分成較小的部分並重複過程。由於這項工作，沃諾克得到了他所謂的「猶他大學歷史上最短的博士論文」的稱號。這個解決隱藏表面問題的沃諾克算法使得計算機能夠渲染實體對象，而當時大多數計算機的圖像渲染只是簡單的線條圖。該算法於1970年出現在《科學美國人》雜誌封面，並附有伊凡·蘇澤蘭的文章。
1976年，當沃諾克在位於鹽湖城的計算機圖形公司Evans & Sutherland工作時，他開始了PostScript語言的概念。然後，1978年，他在施樂帕羅奧多研究中心與查爾斯·格施克一起工作。由於無法説服施樂高層將InterPress語言商業化，用以在任意一台計算機上控制列印操作，最終，他們在1982年創辦了Adobe。在新公司中，他們重新開發了類似的技術，即PostScript，並於1985年推出蘋果的LaserWriter印表機中首次得到應用。
1986年底，沃諾克發明了Adobe Illustrator，這是一種用於計算機繪圖的程序，使用線條和貝茲曲線來渲染圖像。最初，他開發這個軟件是為了自動執行他妻子Marva（一位平面設計師）常常要處理的手動任務。這個軟件於1987年初發布。
1991年春天，沃諾克概述了一個名為“Camelot”的系統，該系統後來演化成為可攜式文件格式（PDF）文件的格式。Camelot的目標是“有效地從任何應用程序中捕獲文檔，將這些文檔的電子版本發送到任何地方，並在任何設備上查看和打印這些文檔[保留原文]”。在他的文件設想中：
進一步想像一下，如果IPS（Interchange PostScript）查看器還配備了文本搜索功能。在這種情況下，用戶可以找到包含特定單詞或短語的所有文檔，然後在文檔內的上下文中查看該單詞或短語。整個圖書館的資料可以以電子形式進行存檔......
Adobe流行的字體之一被命名為沃諾克，以紀念其創始人。
Adobe的PostScript技術使得從計算機打印文本和圖像變得更加容易，徹底改變了20世紀80年代的媒體和出版業。
該創始人擁有七項專利。除了Adobe Systems之外，他還曾在ebrary、奈特·里德報業、MongoNet、網景和Salon Media Group等公司擔任董事會成員。他還曾擔任聖何塞創新科技博物館的主席。他還曾是美國電影學會和聖丹斯學院的董事會成員。
他的愛好包括攝影、滑雪、網頁程式設計、繪畫、徒步旅行，管理稀有科學書籍以及美洲原住民歷史物品。

## 逝世
2023年8月19日，年屆82歲的沃諾克因胰腺癌在加利福尼亞州洛斯阿爾托斯去世。

## 外部連結
- C-SPAN內的頁面（英文）